# Cultivo trampa
Un cultivo trampa es una planta que atrae insectos dañinos y los mantiene alejados de los cultivos principales. Este uso de plantas acompañantes puede reducir los daños a las cosechas sin tener que recurrir a plaguicidas con todos sus peligros potenciales. Los cultivos trampas pueden ser plantados en el perímetro del terreno cuyo cultivo se trata de proteger o en forma intercalada.

## Uso
Cuando se los usa en escala industrial los cultivos trampas son plantados en momentos clave del ciclo de vida de la plaga y luego destruidos antes que los insectos puedan completar su ciclo y antes que puedan emigrar de las plantas trampas a las de cosecha.
Algunos ejemplos de cultivos trampas son:
- La alfalfa plantada en hileras alternando con algodón para desplazar a las chinches del género Lygus.[cita requerida]
- El geranio Pelargonium cerca de los rosales para protegerlos del escarabajo japonés; además de atraerlos es tóxico y los mata.[3]
- El perifollo usado para proteger a las hortalizas de las babosas.[cita requerida]
- El centeno puede servir para proteger a la soja de las larvas de moscas.[cita requerida]
- La Sesbania atrae a las chinches hediondas.[cita requerida]

## La ciencia de los cultivos trampas
Estudios recientes muestran que las plagas voladoras tienen menos éxito si hay otras plantas alrededor aunque no sean específicamente plantas trampas, incluso otros materiales como plásticos o cartulinas de color verde en vez de plantas pueden servir de protección.[cita requerida]
El proceso de encontrar la planta alimento ocurre en tres etapas; la primera es detectar el olor característico de la planta hospedera. Esto induce al insecto a aterrizar en algo verde ya que evita aterrizar en el suelo desnudo. Así que si solamente hay plantas hospederas las encontrará al primer intento. A esto se le llama “aterrizaje apropiado”. Si tiene lugar un aterrizaje “inapropiado”, o sea en otra planta, vuela de nuevo buscando algo verde cercano hasta hacer un aterrizaje apropiado. Si tiene muchos aterrizajes inapropiados abandona la zona en busca de mejores condiciones. [cita requerida]
La segunda fase de la búsqueda de planta hospedera consiste en cortos vuelos de una hoja a otra para evaluar la calidad general de la planta. El número de hojas visitadas depende del tipo de insecto y de planta. Pero el insecto necesita acumular un número suficiente de estímulos de la planta hospedera antes de comenzar la postura de huevos. Por lo tanto si realiza un cierto número de aterrizajes inapropiados debe irse a otra parte y comenzar de nuevo el proceso.[cita requerida]
Es así que si se usa trébol para cubrir el suelo desnudo eso sólo tiene un efecto disruptivo en ocho especies de plagas pertenecientes a cuatro órdenes diferentes de insectos. Por ejemplo, en un estudio se observó que 36% de las moscas del repollo de la familia Anthomyiidae depositaron sus huevos en el suelo cerca de plantas de repollo y arruinaron la cosecha, mientras sólo 7% lo hicieron cerca de plantas rodeadas de trébol, lo que permitió una buena cosecha.[cita requerida] Incluso simple engaños como cartulinas verdes sirven para desorientar a los insectos pestes.
Ésta es una de las razones por las cuales los monocultivos resultan contraproducentes, proveyendo abundante hábitat y numerosas oportunidades de hacer aterrizajes apropiados. Las plantas acompañantes pueden proveer una mejor protección que los pesticidas.